# Fabryka Cukiernicza „Kopernik”
Fabryka Cukiernicza „Kopernik” w Toruniu – przedsiębiorstwo zajmujące się produkcją pierników i innych słodyczy z siedzibą w Toruniu. Znajduje się przy ul. Stanisława Żółkiewskiego 34. Prezesem przedsiębiorstwa jest Wanda Jaranowska.

## Historia
Zakład piernikarski został założony w 1763 roku przez Johanna Weesego. Do lat 50. XIX wieku działał on na rogu ulicy Strumykowej i Królowej Jadwigi, w następnych latach zakład przekształcono w fabrykę. Niewielki zakład piernikarski został przekształcony w nowoczesną fabrykę przez wnuka Johanna Weesego, Gustawa. Fabryka Gustava Weesego eksportowała wyroby m.in. do Turcji, Chin, Japonii, Australii. W 1885 roku Gustaw Weese wybudował fabrykę przy ul. Strumykowej.
W latach 1908–1913 na Jakubskim Przedmieściu została wybudowana nowa fabryka przy dzisiejszej ulicy Stanisława Żołkiewskiego. W 1908 firma zatrudniała 105 robotników. W okresie międzywojennym liczba zatrudnionych ulegała częstym zmianom, zależnym od koniunktury. W 1921 roku w fabryce pracowało 64 pracowników, w lutym 1924 – 111, w styczniu 1926 – 118, 1927 – 211. W styczniu 1928 i w 1929 liczba pracowników wyniosła 236. W sierpniu 1929 liczba wzrosła do 300. Produkowano: pierniki, sucharki, pieczywo deserowe, wyroby z czekolady i cukrów. W 1939 roku firma została zakupiona przez Polską Spółdzielnię Społem za 500 tys. złotych. W fabryce „Społem” było zatrudnionych około 200 robotników. W 1939 roku zakład produkował około 500 ton pierników rocznie. Podczas II wojny światowej fabryka została zniszczona, większość maszyn zostało rozkradzionych przez Niemców. Po wojnie fabrykę odbudowano. W 1951 roku przyjęła nazwę „Kopernik”. W 1991 roku została sprywatyzowana i zamieniona na spółkę akcyjną. 
W latach 2002–2020 organizował Święto Piernika. Od 2003 roku Fabryka Cukiernicza „Kopernik” jest głównym sponsorem akcji uhonorowywania znanych torunian w Piernikowej Alei Gwiazd przy Dworze Artusa w Toruniu.